# Kłodawa (Grande Polonia)
Kłodawa è un comune urbano-rurale polacco del distretto di Koło, nel voivodato della Grande Polonia.
Ricopre una superficie di 128,97 km² e nel 2006 contava 13 312 abitanti.